# Fjallabaksleið nyrðri
Fjallabaksleið nyrðri (F208) è una strada dell'Islanda che collega la Sprengisandur (F26) a nord con la Hringvegur a sud. L'interconnessione con la Sprengisandur avviene poco a sud del lago Þórisvatn, tra i laghi Hrauneyjalón e Krókslón (noto anche come Sigöldulón). Poco più a nord del lago Frostastaðavatn si interconnette con la Landmannaleið (F225), per poi raggiungere il Landmannalaugar poco più a sud.

## Galleria d'immagini

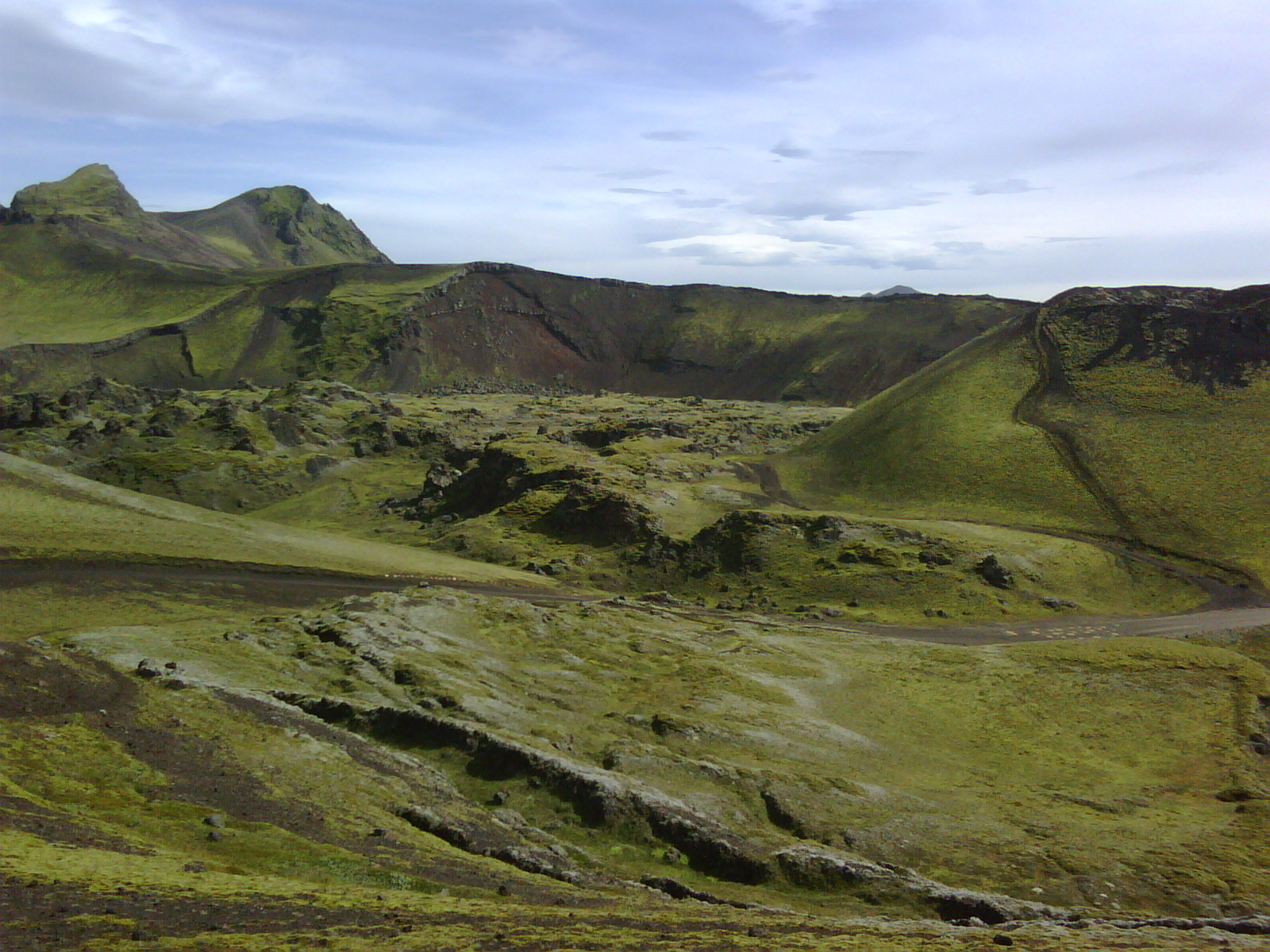
Strada numero 208
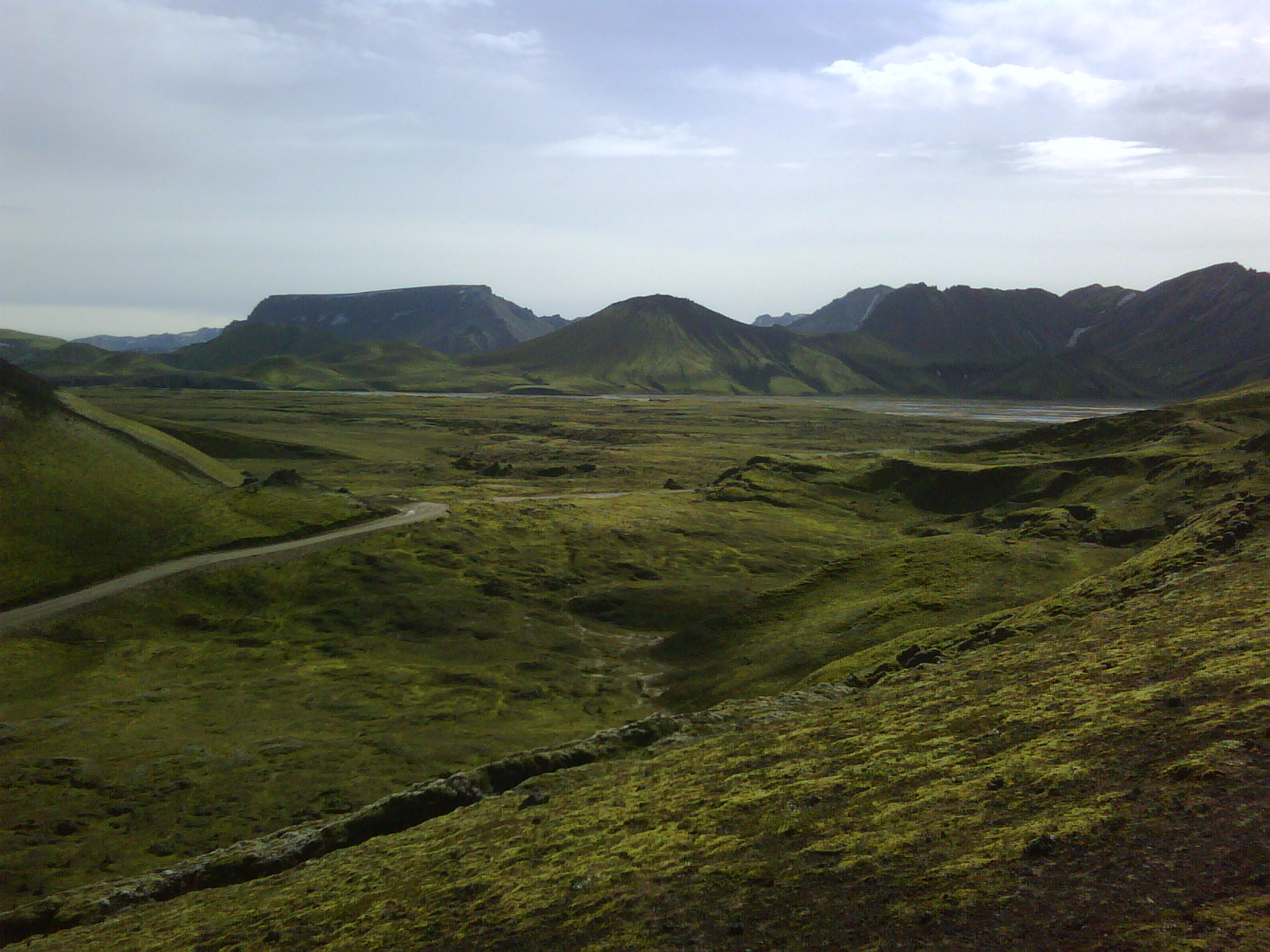
Strada numero 208